# Васильев, Сергей Дмитриевич (режиссёр)
Серге́й Дми́триевич Васи́льев (22 октября (4 ноября) 1900, Москва — 16 декабря 1959, там же) — советский кинорежиссёр, сценарист, актёр. Получил известность благодаря совместной работе с Георгием Васильевым под общим псевдонимом братья Васильевы. Народный артист СССР (1948). Лауреат двух Сталинских премий первой степени (1941, 1942).

Мемориальная доска Сергею Васильеву

## Биография

### Ранние годы
Сергей Васильев был поздним шестым ребёнком в семье начальника Московского отделения Общего архива Главного штаба Дмитрия Васильевича Васильева (1838—1907). Отец происходил из мещан Нижегородской губернии, прошёл весь путь от рядового до действительного статского советника, во время Русско-турецкой войны 1877—1878 годов служил в канцелярии штаба под началом генерала Дмитрия Скобелева. За службу был удостоен потомственного дворянства с характеристикой «Имения родового или благоприобретённого ни за ним, ни за его женою по послужному списку не значится», что сказалось на скромной пенсии.
После смерти отца Сергей переехал в Керчь к дяде, тоже военному чиновнику, где поступил в местную гимназию. В 1910 году семья перебралась в Санкт-Петербург, и он продолжил учёбу в Введенской гимназии. Учился неважно, много времени посвящал чтению книг, участвовал в любительских спектаклях, также активно включился в скаутское движение, в короткий срок дойдя до старшего скаут-мастера.
В мае 1915 года добровольцем пошёл на Первую мировую войну. Вначале был определён на санитарный поезд, с января 1916 года служил младшим унтер-офицером 87-го пехотного Нейшлотского полка, исполнял обязанности начальника команды конных разведчиков.
В 1917 году вступил в Красную гвардию, участвовал в революционных событиях в Петрограде, во время Гражданской войны находился на различных должностях, в частности, был сотрудником Штаба внутренней обороны Петрограда, командовал молодёжным «летучим отрядом скаутов» при Наркомпросе и отдельным эскадроном при штабе Чехословацкого фронта, воевал на Юго-Восточном фронте, служил адъютантом при Одесском губвоенкомате (1920).
В октябре 1921 года поступил на актёрское отделение Петроградского техникума экранного искусства (в 1925 году присоединён к Государственному Фотокинотехникуму). Однако карьера актёра его не устраивала, и он начал ставить любительские спектакли в качестве режиссёра. Параллельно продолжил военную карьеру, занимая различные должности; демобилизовался в 1924 году, одновременно с окончанием техникума.

### Работа в кино
С 1924 по 1928 год Сергей Васильев работал редактором-монтажёром московского отделения фабрики «Севзапкино», которое в 1925 году объединили с киноорганизацей «Госкино» в «Совкино». Сотрудником «Госкино» был Георгий Васильев. Вместе они пять лет проработали в одной монтажной комнате, занимаясь перемонтажом зарубежных фильмов.
В 1928 году на Ленинградской фабрике «Совкино» вышел их первый совместный документальный фильм «Подвиг во льдах». В 1929 году Сергей Васильев написал книгу «Монтаж кинокартины». Читал лекции по монтажу на режиссёрских курсах при киностудии (1930).
С 1930 по 1943 год друзья работали в художественном кино в качестве режиссёров и сценаристов под творческим псевдонимом братья Васильевы. Фильм «Чапаев» (1934) стал одной из самых успешных картин своего времени: в год выхода его посмотрело более 30 миллионов человек. В 1935 году режиссёры были удостоены ордена Ленина, а Сергей Васильев был принят в члены Союза писателей СССР.
Во время Великой Отечественной войны (1943—1944) работал художественным руководителем Центральной объединённой киностудии (ЦОКС) в Алма-Ате, где трудились эвакуированные кинематографисты с разных киностудий.
В 1944—1949 годах — художественный руководитель, а в 1955—1957 — директор киностудии «Ленфильм». Возглавлял Ленинградское отделение Союза кинематографистов СССР.

### Последние годы и смерть

Могила Георгия и Сергея Васильевых на Новодевичьем кладбище

Сергей Дмитриевич Васильев скончался 16 декабря 1959 года в Центральной клинической больнице в Москве. Похоронен на Новодевичьем кладбище (участок № 8) рядом с Георгием Васильевым.

### Семья
- Брат — Николай Дмитриевич Васильев (1897—1973), кинооператор, заслуженный деятель искусств РСФСР[3][11].
- Первая жена — Наталья Васильева (1902—1931), актриса (трагически погибла).
- Вторая жена (1934—1947) — Варвара Сергеевна Мясникова (1900—1978), актриса театра и кино, заслуженная артистка РСФСР (1935).
  - Дочь — Варвара, окончила химический факультет университета, работала химиком[12].
- Третья жена (с 1955) — Галина Владимировна Водяницкая (1918—2007), актриса театра и кино.
  - Дочь — Татьяна.

## Фильмография

### Актёр
1. 1923 — Дворец и крепость
2. 1924 — Красные партизаны
3. 1925 — Степан Халтурин
4. 1934 — Чапаев — поручик
5. 1939 — Гость — пограничник

### Режиссёр
1. 1926 — Азбука монтажа (учебный)
2. 1928 — Подвиг во льдах (документальный)
3. 1930 — Спящая красавица
4. 1932 — Личное дело (Тревожные гудки)
5. 1933 — Невероятно — но факт! (короткометражный документальный фильм)
6. 1934 — Чапаев
7. 1937 — Волочаевские дни
8. 1942 — Оборона Царицына
9. 1943 — Фронт
10. 1950 — Наши песни (не закончен)
11. 1954 — Герои Шипки
12. 1958 — В дни Октября

### Сценарист
1. 1929 — Долг (Ровно в семь) (не экранизирован)
2. 1930 — Последний рыцарь Веры Холодной (не экранизирован)
3. 1930 — Спящая красавица (совм. с Г. В. Александровым)
4. 1934 — Чапаев
5. 1937 — Волочаевские дни
6. 1942 — Оборона Царицына
7. 1943 — Фронт (совм. с А. Е. Корнейчуком)
8. 1958 — В дни Октября (совм. с Н. Д. Оттеном)

### Архивные кадры
1. 1964 — Братья Васильевы (документальный)
2. 2003 — Братья Васильевы (из цикла видеофильмов «Кинорежиссёр: профессия и судьба») (документальный)

## Награды и звания
- Заслуженный деятель искусств РСФСР (1940)
- Народный артист СССР (1948)
- Сталинская премия первой степени (1941) — за фильм «Чапаев» (1934).
- Сталинская премия первой степени (1942) — за 1-ю серию фильма «Оборона Царицына» (1941)[13]
- Два ордена Ленина (11.01.1935; 1950)
- Два ордена Трудового Красного Знамени (6 марта 1950[14]; март 1954[15])
- Орден Красной Звезды (14.04.1944)
- Медаль «За доблестный труд в Великой Отечественной войне 1941-1945 гг.» (1945)
- Медаль «В память 250-летия Ленинграда»
- МКФ в Москве (Первая премия «Серебряный кубок», 1935, фильм «Чапаев»)
- Международная выставка в Париже (Гран-при и диплом, 1937, фильм «Чапаев»)
- МКФ в Венеции (Бронзовая медаль, 1946, фильм «Чапаев»)
- Каннский кинофестиваль (Приз за лучшую режиссуру, 1955, фильм «Герои Шипки» (сам фильм номинировался на Золотую пальмовую ветвь)

## Память
- Именем братьев Васильевых была названа Государственная премия РСФСР за произведения кинематографии.
- 7 апреля 1967 года на здании Российского государственного архива фонодокументов по адресу 2-я Бауманская улица, дом 3, строение 2 в честь Сергея Васильева была открыта мемориальная доска (скульптор Александр Кибальников, архитектор Николай Гришин).